# پناهندگان عراق

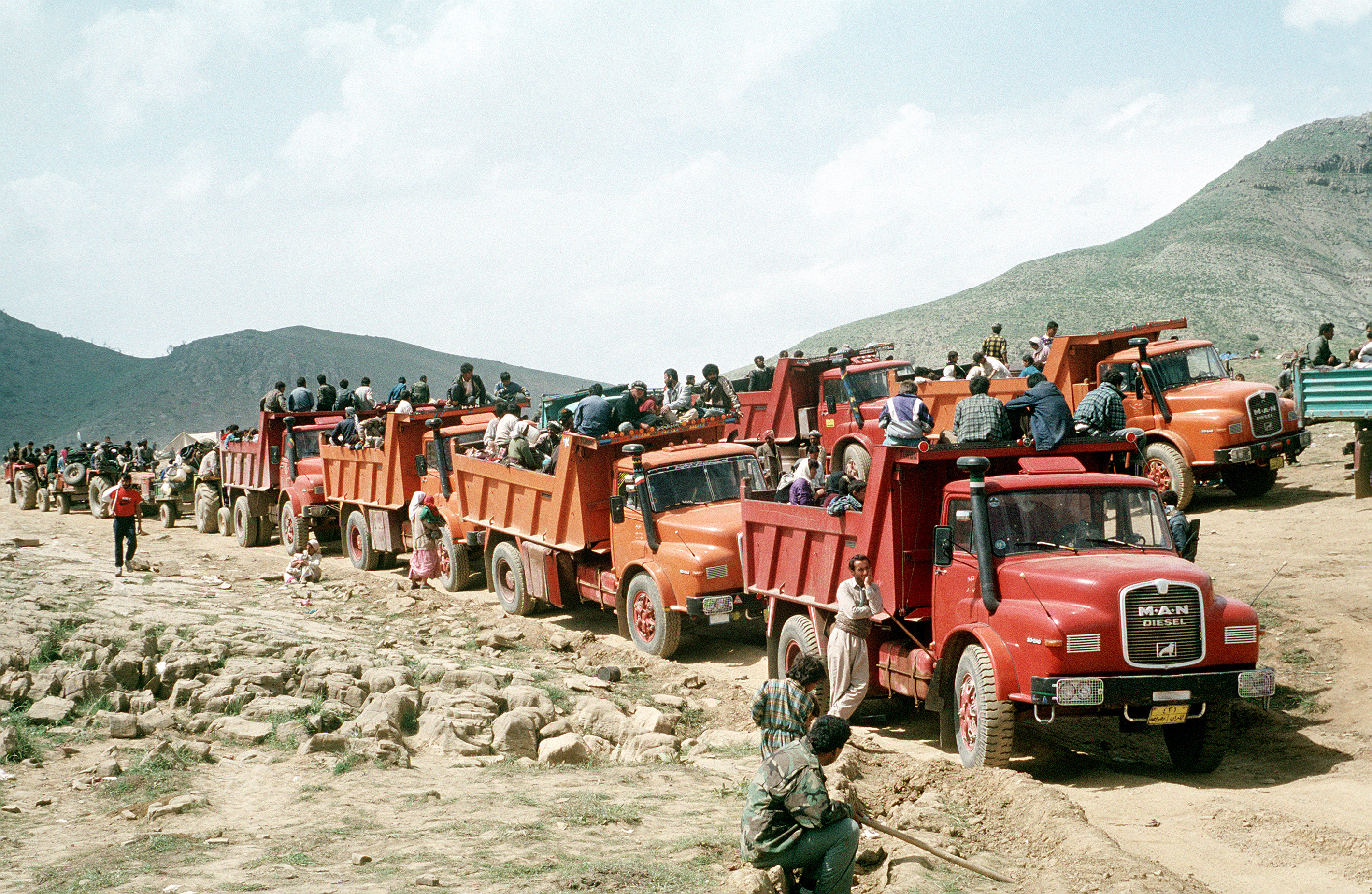
کردهای عراقی در جنگ خلیج فارس در ۱۹۹۱ به ترکیه گریختند

پناهندگان عراق (انگلیسی: Refugees of Iraq) پناهجویانی هستند که شهروندان عراقی بوده و برای دوری از جنگ یا آزار و اذیت از عراق گریخته‌اند. طی ۳۰ سال گذشته، تعداد بیشتری از پناهجویان عراقی از این کشور فرار کرده و در سرتاسر جهان اسکان یافته‌اند،

## جنگ‌های (۱۹۸۰ – ۲۰۰۷)
بدنبال جنگ ۱۹۸۰ عراق که شامل درگیری‌های مختلفی از جمله شورش‌های کردی در جنگ ایران و عراق (۱۹۸۰ تا ۱۹۸۸)، حمله عراق به کویت (۱۹۹۰) و جنگ خلیج فارس (۱۹۹۱)، همچنین تحریم‌های بعدی علیه عراق و ازدیاد خشونت در دوران و پس از تهاجم و اشغال عراق به رهبری آمریکا، میلیون‌ها نفر به دلیل ناامنی ناگزیر به فرار از خانه و کاشانه خود از عراق شده‌اند. برخلاف بسیاری از پناهندگان، پناهندگان عراقی در مناطق شهری کشورهای دیگر اسکان یافته‌اند تا در اردوگاه‌های پناهندگان. برآورد تعداد پناهندگان عراقی در آوریل ۲۰۰۷، بیش از ۴ میلیون پناهنده در سراسر جهان بود، از جمله ۱٫۹ میلیون نفر در عراق، ۲ میلیون در کشورهای هم‌جوار خاورمیانه و حدود ۲۰۰٬۰۰۰ در کشورهای خاورمیانه بوده‌است. کمیساریای عالی پناهندگان سازمان ملل متحد (UNHCR) با تلاشهای بشردوستانه برای اسکان پناهندگان عراقی اقدام کرده‌است. انتقال چند میلیون عراقی از این کشور یکی از بزرگترین جابجایی‌ها در خاورمیانه به‌شمار می‌ر ود، این کمیت بسیار بیشتر از تعداد فلسطینی‌هایی است که در طول جنگ اسرائیل در سال ۱۹۴۸ آواره شدند.

## علت‌های پناهندگی
- پناهندگان کرد، مشکل پناهندگان کرد و آواره کردستان در قرن بیست و یکم در خاورمیانه به وجود آمد و همچنان در حال گسترش است.
- جنگ خلیج فارس.
- جنگ خلیج فارس در ۲ اوت ۱۹۹۰ رخ داد، عراق به کویت حمله کرد. پایان جنگ خلیج فارس در ۱۹۹۱ تقریباً سه میلیون پناهنده تولید کرد، بسیاری از آنها از عراق بودند. آنها عراق و کویت را قبل از آغاز جنگ یا بعد از عملیات طوفان صحرا ترک کردند. بزرگترین گروه‌ها، کردها و شیعیان پس از شکستشان مقابل صدام بودند، همچنین فلسطینی‌ها نیز از عراق صدام حسین فرار کردند. فلسطینی‌ها دومین گروه بزرگ بودند که جنگ باعث پناهنده شدن آنها شد و ۳۰۰٫۰۰۰ فلسطینی در اردن ساکن شدند. از دیگر پناهندگان ۳۷۰۰۰ نر پناهنده عراقی به عربستان سعودی نقل مکان کردند؛ و مجموعاً حدود ۱۰۰ هزار عراقی به اردن و سوریه فرار کردند.[۳]

## جنگ عراق (۲۰۰۳–۱۱)
تعداد پناهندگان عراقی از آغاز تهاجم به عراق در ماه مارس ۲۰۰۳ به میزان زیادی افزایش یافت. پس از سقوط صدام حسین در سال ۲۰۰۳، بیش از ۳۰٫۰۰۰ پناهنده طی دو سال به خانه بازگشتند. اما تا سال ۲۰۰۶، عراقی‌ها به دلیل خشونت فرقه ای در این کشور دوباره فرار کردند.

## شورش و جنگ داخلی عراق (۲۰۱۱ تا کنون)
- عراقی‌های آواره داخلی

تعداد قابل ملاحظه ای افراد بی‌خانمان شده در داخل عراق وجود دارد. در آوریل ۲۰۱۷، سازمان بین‌المللی مهاجرت تخمین زده‌است که حدود ۳ میلیون عراقی آواره در داخل کشور وجود داشته‌است. همچنان که نبرد برای بازپس‌گیری مناطق تصرف شده توسط ISIS همچنان ادامه دارد، هزاران عراقی روزانه آواره می‌شوند.

## کشورهای میزبان
پناهندگان عراقی که از میهن خود راده شده‌اند عمدتاً در مراکز شهری سراسر منطقه سکنی گزیده‌اند و نه در اردوگاه‌های پناهندگان. تقریباً ۲ میلیون پناهنده عراقی در کشورهای همسایه عراق زندگی می‌کنند و ۹۵ درصد از آنها هنوز در خاورمیانه ساکن هستند. اگر چه کشورهای دیگری در اروپا نیز شروع به پذیرش پناهندگان عراقی کرده‌اند. در سال ۲۰۰۷، تنها ۱۳۳ تن از ۷۰۰۰ پناهنده عراقی که متقاضی پناهندگی در آمریکا بودند، در ایالات متحده پذیرفته شدند.
در سال ۲۰۰۷سازمان ملل متحد قصد دارد از ۱۳۵٬۰۰۰ تا ۲۰۰٬۰۰۰ پناهنده عراقی ثبت نام کند تا مشخص شود افرادی که از آزار و اذیت گریخته‌اند واجد شرایط پناهندگی هستند. استرالیا تقریباً ۶۰۰۰ پناهنده عراقی را اسکان داده‌است.

## وضعیت پناهندگان ۲۰۱۶
کمیساریای عالی پناهندگان سازمان ملل متحد براساس ترند جهانی در پایان سال ۲۰۱۶ نشان داد بیش از ۶۵٫۶ میلیون نفر در سراسر جهان به صورت اجباری آواره شده‌اند که در مجموع بیش از جمعیت انگلیس و حدود ۳۰۰ هزار نفر بیشتر از سال گذشته بوده‌است، در این میان عراقی‌ها با (۴٫۲ میلیون نفر) پناهنده به عنوان سومین جمعیت بزرگ آواره جهان به‌شمار می‌روند. سرعت رو افزایش پناهندگان بسیار زیاد است. به‌طور متوسط در ۲۰۱۶، در هر دقیقه ۲۰ نفر از خانه‌هایشان رانده شدند، یا در هر سه ثانیه یعنی کمتر از زمان لازم برای خواندن این جمله یک نفر آواره می‌شود.